# 浅度奇幻
浅度奇幻（英語：low fantasy）也称作低度奇幻，是奇幻故事的一个子类别，这类故事围绕“在合理世界中发生的异常或怪异事件”而展开。与基于一整套全新自然规律的深度奇幻（又译古典奇幻）不同，浅度奇幻的故事背景只设定于基本上符合常理的现实世界或虚构世界，虽然加入了一些幻想元素，但其特色在于保留了现实世界的影子，不会过多地颠覆物理规律。
相对而言，低度奇幻故事的侧重点不在于浓墨重彩地展示其所包含的奇幻元素，而只是在一个近乎真实的世界中适当引入了奇幻元素。这类故事有时模糊了真实与虚幻的边界，让寻常世界的角落里发生着非常的事件，而作者就是希望读者体验到一种亦真亦幻的感觉。例如《聊斋志异》中的故事，多属于此范围。“浅度”(low)一词只是指这类作品中引入虚构元素的程度有限，而不是指作品质量或思想深度比较低。
奇幻故事常常也是真人角色扮演游戏设定的故事背景。角色扮演游戏对浅度奇幻也有一个定义，但定义角度与上述的不同。根据其定义，“浅度奇幻”在形容文艺作品时，主要指故事在总体上或在某一方面上更贴近现实而非更贴近神话（或幻想）。有些作品例如罗伯特·欧文·霍华德的《野蛮人柯南系列》系列，从文艺角度看属于深度奇幻（其故事框架与任何真实的历史无关），但从人物推动情节发展的方式看属浅度奇幻（比如主角用直接砍杀这种贴近现实的方式消灭敌人,而不是使用法力）；另有一些作品如美剧《邪恶力量》，其特点则恰好相反（故事以现实世界为背景,故事主线贯穿了宿命论、自由意志等现实世界中困扰人们的话题,但主角降妖伏魔推动情节的各种咒语和方法则比较脱离现实）。

## 定义
浅度奇幻故事的特点就是故事设定于真实世界，或是一个接近真实的世界，只是含有一些虚构的奇幻元素。浅度奇幻故事也可以设定多个世界，比如可以有多个居住有智慧生物的星球，或者除人间以外还有其它异界的设定。接近真实的世界（real world）也称为“第一世界”（Primary world），主角的故事必须主要在这个“第一世界”中展开。在其它世界发生的故事只能占很小的篇幅，或者一笔带过，而且其它世界的存在性可能只有故事中的少数人才知道。浅度奇幻就是叙述合理世界中发生的奇妙故事。相反，深度奇幻则将故事的主要发生地搬到了另一个与真实世界相差甚远的“第二世界”（Secondary world）中，主角主要是在读者感觉新奇、完全陌生的世界中历险。
肯尼斯·扎霍斯基（Kenneth J. Zahorski）与罗伯特·布瓦耶（Robert H. Boyer）将浅度奇幻定义为“在合理世界中发生了异常或怪异事件”。“浅度”（Low）一词只是指该类作品相对于深度奇幻作品来说，其中包含的奇幻元素不算很多，而不是指作品内容的质量不够好。
故事中虚与实的冲突常会产生令人感觉幽默或恐惧的效果。故事中如果有怪物经常会不合常理地突然出现，就会使读者感到缺乏基本的安全感。幻想生物或怪异现象有时会以搞笑或是完全无厘头的方式突然出现。人们曾用术语“喜感奇幻”（comic fantasy）形容有这一类元素的作品。
浅度奇幻有时也被笼统地说成一种魔幻现实主义，但这样的讲法不是很准确，毕竟魔幻现实主义的主要特色在于对社会现象的影射。

## 历史
西方的浅度奇幻文学是在19世纪从童话中延伸而来的作品体裁。19世纪前期学者们对童话的广泛研究导致了奇幻类小说在维多利亚时代成为了儿童文学的主流。自爱德华时代后，奇幻类后分为2个子类，一个是浅度奇幻，一个是深度奇幻。在20世纪，浅度奇幻还进一步产生了子分类。
浅度奇幻的形式包括人格化的动物、人格化的玩具（包括《魔柜小奇兵》、《玩偶屋》（The Doll's House，1947年图书）和《木偶奇遇记》）、人物含夸张的特点及身形的喜感奇幻故事（包括《长袜子皮皮》和《地板下的小矮人》）、魔力、超自然元素和时间跳跃（time slips）。
法国奇幻小说多属于浅度奇幻类。浅度奇幻就是法语所形容的“奇幻类”(le fantastique)，但法语中没有和英语词“深度奇幻”对应的说法。加拿大魁北克省康考迪亚大学的荣誉教授大卫·凯特尔(David Ketterer)的说法，“法文术语『le fantastique』只指一类特定的奇幻作品，这类作品描述灵异或怪异物传进了我们每天的平凡生活；最接近的英文词只有『low fantasy』、『dark fantasy』（黑暗奇幻）和『weird fiction』（志怪小说）。『Le fantastique』一词不包括以托尔金的《指环王》为代表的完全描述第二世界一类的小说。法国没有写『龙与巫师』故事的传统。”如果遇到了深度奇幻作品，人们就会另找一些像「le merveilleux」（奇迹文学）或「le fantastique moderne」（新式奇幻）这样的法语词来描述。

## 角色扮演游戏
出于方便，角色扮演游戏有时也赋予“浅度奇幻”一个不同的定义。“泛用无界角色扮演系统”将该类描述为「更贴近写实小说而非神话小说。浅度奇幻小说最大的特点在于包含有人们的日常生活和功利目标，而浅度奇幻类主题野营则可让人们体验生活在一个有许多怪物、魔法和神仙的世界是什么样子的。」书中也承认其文学定义，说“有些评论家将‘浅度奇幻’定义为在真实世界中发生的奇幻故事。可是，本书中所列的一些深度奇幻作品也是将背景设定在真实世界中。”

## 游戏
- 白狼游戏推出的“新黑暗世界”系列设定，包括：
  - 《吸血鬼之避世》（中國大陆曾译为《吸血鬼之假面舞会》）（1991）
  - 《狼人之末日怒吼》 （1992）
  - 《法师:超凡入圣》（Mage: The Ascension）（1993）
- 《Skirmisher Publishing LLC》（d20规则RPG）

## 电视作品
- 《太空仙女恋》（I Dream of Jeannie）（1965–1970）
- 《血族：初拥》（Kindred: The Embraced）（1996）
- 《吸血鬼猎人巴菲》（1997–2003）
- 《圣女魔咒》（1998–2006）
- 《邪恶力量》（2005–2020）
- 《真爱如血》（2008–2014）
- 《怪奇物语》（2016–现今）